# Марјам Мирзахани
Марјам Мирзахани (перс. مریم میرزاخانی; 3. мај 1977 – 14. јул 2017) била је иранска математичарка и професорка математике на Универзитету Станфорд. Области које је истраживала су, између осталог, Тајхмилерова теорија, хиперболична геометрија, ергодична теорија и симплектичка геометрија.
Дана 13. августа 2014. године, Мирзахани је примила Филдсову медаљу, најпрестижнију награду у математици. Стога, постала је прва жена и прва Иранка којој је додељена та награда. Комитет за награду је цитирао њен рад у области „динамике и геометрије Риманових површина и њихових простора модула“.
Дана 14. јула 2017. године, Мирзахани је умрла од рака дојке у 40. години живота.

## Младост и образовање
Мирзахани је рођена 3. маја 1977. године у Техерану, Иран. Њен отац Ахмад је инжењер електротехнике. Похађала је Фарзанеган школу Техерану која је део Националне организације за развој изврсних талената (NODET). 1994. и 1995 године, Мирзахани је освојила златну медаљу на Међународној математичкој олимпијади, и то 1995. са максималним бројем бодова . Истовремено, она постала је први ирански ученик који је освојио и две златне медаље на Математичкој олимпијади 1995.
Дипломирала је математику 1999. године на Технолошком универзитету Шариф у Техерану. Након тога је отишла у Сједињене Америчке Државе, где је 2004. године стекла докторат на Универзитету Харвард, где је радила под надзором освајача Филдсове медаље, Куртиса Мекмулена.

## Каријера
Мирзахани је 2004. године била истраживач на Клеј институту за математику и професор на Универзитету Принстон. 2008. године је постала професор на Универзитету Станфорд.

## Истраживачки рад
Мирзахани је дала неколико доприноса Теорији простора модула Риманових површина. У свом раном раду, Мирзахани је открила формулу која изражава запремину простора модула са површинама типа (g,n) које имају дате дужине граница у облику полинома тих дужина. Ово ју је довело до добијања новог доказа за формулу коју су открили „Едвард Витен” и „Максим Концевич” везану за пресечне бројеве таутолошких класа у простору модула, као и за асимптотску формулу за раст броја простих затворених геодезија на компактној хиперболичној површини, тиме уопштавајући теорему три геодезија за сферичне површине. Њен даљи рад се фокусирао на Тајхмилерову динамику простора модула. Успела је да докаже дугогодишњу претпоставку да је Вилијам Турстонов ток земљотреса на Тајхмилеровом простору ергодичан.
Недавно, од 2014. године, са Алеком Ескином и са доприносом Амира Мохамадија, Мирзахани је доказивала да су комплексне геодетике и њихова затварања у просторима модула изненађујуће редовне, а не нерегуларне или фракталне. Затварања сложених геодетика су алгебарски објекти дефинисани у смислу полинома и стога имају одређене ригидне особине, што је аналогно прослављеном резултату до којег је Марина Ратнер стигла током деведесетих година 20. века. Међународна математичка унија је саопштила да је "запањујуће пронаћи да ригидност у хомогеним просторима има ехо у нехомогеном свету простора модула"."
Мирзакани је награђена Филдсовом медаљом 2014. године за "изванредан допринос динамици и геометрији Риманових површина и њихових простора модула". Додела награде је одржана у Сеулу на Међународном конгресу математичара 13. августа. У време доделе награде, Џордан Еленберг је објаснила своје истраживање публици:
[Њен] рад експертно меша динамику са геометријом. Између осталог, она проучава и билијар. Али сада, у потезу који је веома карактеристичан за савремену математику, постаје мета на неки начин: она не узима у обзир само један билијарски сто, већ универзум свих могућих билијарских столова. И врста динамике коју она проучава се не бави директно кретањем билијарских кугли на столу, већ трансформацијама самог билијарског стола, који свој облик мења на правилима вођен начин; Ако желите, сам сто се креће као чудна планета око универзума свих могућих столова... Ово није врста ствари коју радите за победу у билијару, али то је врста ствари коју радите да освојите Филдсову медаљу. И то је оно што је потребно да урадите како бисте изложили динамику у срцу геометрије; Јер нема сумње да је тамо.
Године 2014., ирански председник Хасан Рохани јој је честитао на освајању најцењеније награде у математици.
Мирзахани има Ердосов број 3.

## Лични живот
Мирзахани се, 2005. године, удала за Јана Вондрака, чешког теоретског компјутерског научника и примењеног математичара који је тренутно ванредни професор на Универзитету Станфорд. Имају ћерку по имену Анахита. Мирзахани је живела једно време у Пало Алту у Калифорнији.
Мирзахани је себе описивала као „спору“ математичарку“, говорећи да „морате утрошити енергије и труда да бисте видели лепоту математике.“ Како би решила проблеме, Мирзахани би цртала на листовима папира и писала математичке формуле око цртежа. Њена ћерка је описивала рад њене мајке као „сликање“.
Једном приликом научница је изјавила:
Немам посебан рецепт [за развој нових доказа] ... То је као да сте изгубљени у џунгли и покушавате да искористите сва знања која можете сакупити како бисте дошли до нових трикова, и, уз мало среће, можете пронаћи излаз.

## Смрт и легат
Мирзахани је дијагностикована рак дојке 2013. године. У 2016. години, рак се проширио на њене кости и јетру, и умрла је 14. јула 2017. године у 40. години у болници Станфорд у Станфорду, Калифорнија.
Ирански председник Хасан Рохани и други званичници су објавили поруке саучешћа и хвалили су Мирзаханијина научна достигнућа. Рохани је у својој поруци рекао да је „непревазиђена бриљантност овог креативног научника и скромног људског бића, која је учинила да име Ирана одзвања на светским научним форумима; била прекретница у показивању велике воље иранских жена и младих људи на путу да се достигне врхунац славе, и то на разним међународним пољима.“ Универзитет технологије Шариф, на којем је Мирзахани студирала, објавио је да ће име математичког факултета бити промењено у „Мирзахани“.

## Награде и признања
- Међународна математичка олимпијада - златна медаља (Хонг Конг, 1994)
- Међународна математичка олимпијада - златна медаља (Торонто, 1995)
- Стипендиста ИПМ-а (Институт за теоријску физику и математику у Техерану) 1995-1999.
- Почасни стипендиста Универзитета Харвард, 2003.
- Јуниорски стипендиста Универзитета Харвард, 2003.
- Истраживач у Математичком институту Клеј (Clay Mathematics Institute) 2004.[38]
- Блументал награда Америчког друштва математичара, 2009.[39]
- Награда Сатер, 2013."[39]
- Simons Investigator награда, 2013.[40]
- Nature часопис ју је именовао једном од десет „људи који су обележили“ 2014. годину.[41]
- Клеј награда за истраживања, 2014.[42]
- Филдсова медаља, 2014.[43][44]
- Изабрана као инострани сарадник у Француској академији наука 2015. године.[45]
- Изабрана за члана Америчког филозофског друштва 2015. године.[46]
- Члан Националне академије наука, 2016.[47]
- Изабрана да буде члан у Америчкој академији наука и уметности у 2017.[48]